# Gran Premi d'Espanya de motociclisme de 1966
El Gran Premi d'Espanya de motociclisme de 1966 fou la primera cursa de la temporada 1966 de motociclisme. La cursa es disputà al Circuit de Montjuïc (Barcelona, Catalunya) el dia 8 de maig de 1966.
Com a complement del Gran Premi se celebrà una cursa de caràcter estatal reservada a la categoria 250 "Sport", guanyada per Luis Yglesias amb OSSA.

## 250 cc
37 pilots sortits, 10 arribats.

### Arribats a la meta
| Pos. | Pilot            | Moto      | Temps      | Punts |
| ---- | ---------------- | --------- | ---------- | ----- |
| 1    | Mike Hailwood    | Honda     | 1h 03' 26" | 8     |
| 2    | Derek Woodman    | MZ        | +1 volta   | 6     |
| 3    | Renzo Pasolini   | Aermacchi | +1 volta   | 4     |
| 4    | Jack Findlay     | Bultaco   | +1 volta   | 3     |
| 5    | Kent Andersson   | Husqvarna | +2 voltes  | 2     |
| 6    | Heinz Rosner     | MZ        | +2 voltes  | 1     |
| 7    | Ramiro Blanco    | Bultaco   | +2 voltes  |       |
| 8    | Martin Carney    | Bultaco   | +3 voltes  |       |
| 9    | Grant Gibson     | Yamaha    | +3 voltes  |       |
| 10   | Anders Bengtsson | Husqvarna | +4 voltes  |       |

### Retirats
| Pilot             | Moto          | Motiu retirada |
| ----------------- | ------------- | -------------- |
| Tarquinio Provini | Benelli       |                |
| Percy Tait        | Royal Enfield |                |
| Rex Avery         | EMC           |                |
| Phil Read         | Yamaha        |                |
| Bill Ivy          | Yamaha        |                |
| Jim Redman        | Honda         |                |
| Bruce Beale       | Honda         |                |
| Tommy Robb        | Bultaco       |                |
| Ginger Molloy     | Bultaco       |                |
| Derek Minter      | Cotton        |                |
| Jacques Roca      | Derbi         |                |
| Gilberto Milani   | Aermacchi     |                |
| Francesco Villa   | Montesa       |                |
| Enric Sirera      | Montesa       |                |
| Santiago Herrero  | Lube-NSU      |                |
| Angel Sanjuán     | Bultaco       |                |
| Fron Purslow      | DMW           |                |
| Jorgen Nielsen    | Yamaha        |                |
| Luis Tarazona     | Bultaco       |                |
| Salvador Cañellas | Montesa       |                |
| Barry Smith       | Derbi         |                |
| Enrique Escuder   | Bultaco       |                |
| Joan Antoni Rodés | Sanglas       |                |
| Carlos Vecchi     | Bultaco       |                |
| Dave Simmonds     | Honda         |                |
| José Medrano      | Bultaco       |                |

## 125 cc
36 pilots sortits, 12 arribats.
| Pos. | Pilot           | Moto    | Temps      | Punts |
| ---- | --------------- | ------- | ---------- | ----- |
| 1    | Bill Ivy        | Yamaha  | 54' 33" 07 | 8     |
| 2    | Luigi Taveri    | Honda   | +17" 68    | 6     |
| 3    | Ralph Bryans    | Honda   | +43" 16    | 4     |
| 4    | Phil Read       | Yamaha  | +51" 32    | 3     |
| 5    | Francesco Villa | Montesa | +1' 23" 69 | 2     |
| 6    | José Medrano    | Bultaco | +1 volta   | 1     |
| 7    | Dave Simmonds   | Tohatsu | +1 volta   |       |
| 8    | Martin Carney   | Bultaco | +1 volta   |       |
| 9    | Bruce Beale     | Honda   | +1 volta   |       |
| 10   | Jordi Sirera    | Montesa | +2 voltes  |       |
| 11   | Grant Gibson    | Bultaco | +2 voltes  |       |
| 12   | A. Tassoni      | Tohatsu | +3 voltes  |       |

| Pilot                | Moto     | Motiu retirada |
| -------------------- | -------- | -------------- |
| Rex Avery            | EMC      |                |
| Frank Perris         | Suzuki   |                |
| Hugh Anderson        | Suzuki   |                |
| Yoshimi Katayama     | Suzuki   |                |
| Derek Woodman        | MZ       |                |
| Heinz Rosner         | MZ       |                |
| Rudolf Kunz          | Bultaco  |                |
| Tommy Robb           | Bultaco  |                |
| Ginger Molloy        | Bultaco  |                |
| Angel Sanjuán        | Bultaco  |                |
| Josep Maria Busquets | Montesa  |                |
| George F. Ashton     | Honda    |                |
| Fron Purslow         | Ducati   |                |
| Jack Findlay         | Bultaco  |                |
| Jacques Roca         | Bultaco  |                |
| Gastón Biscia        | Bultaco  |                |
| Eglis Sagrera        | Bultaco  |                |
| K. Samardjian        | Bultaco  |                |
| Abel Cucurella       | Bultaco  |                |
| Salvador Cañellas    | Derbi    |                |
| Barry Smith          | Derbi    |                |
| Enrique Escuder      | Bultaco  |                |
| Santiago Herrero     | Lube-NSU |                |
| Ramiro Blanco        | Bultaco  |                |

## 50 cc
18 pilots sortits, 9 arribats.
| Pos. | Pilot                | Moto   | Temps      | Punts |
| ---- | -------------------- | ------ | ---------- | ----- |
| 1    | Luigi Taveri         | Honda  | 29' 19" 20 | 8     |
| 2    | Hans-Georg Anscheidt | Suzuki | +11" 62    | 6     |
| 3    | Ralph Bryans         | Honda  | +13" 67    | 4     |
| 4    | Hugh Anderson        | Suzuki | +17" 45    | 3     |
| 5    | Angel Nieto          | Derbi  | +1' 58" 7  | 2     |
| 6    | Barry Smith          | Derbi  | +1 volta   | 1     |
| 7    | Martin Carney        | Derbi  | +1 volta   |       |
| 8    | George F. Ashton     | Honda  | +1 volta   |       |
| 9    | Enrique Escuder      | Derbi  | +2 voltes  |       |

| Pilot                | Moto     | Motiu retirada |
| -------------------- | -------- | -------------- |
| Yoshimi Katayama     | Suzuki   |                |
| Rudolf Kunz          | Kreidler |                |
| Josep Maria Busquets | Derbi    |                |
| Jacques Roca         | Derbi    |                |
| Jorgen Nielsen       | Derbi    |                |
| Salvador Cañellas    | Derbi    |                |
| Jaume Garriga        | Derbi    |                |
| Francesc Cufí        | Derbi    |                |